# Blood and Angels' Tears
Blood and Angels' Tears är det italienska progressiva power metal-bandet Vision Divines nionde studioalbum, utgivet i september 2024 på Scarlet Records och i Japan på King Records.
Albumet är det första med trummisen Matt Peruzzi och det sista med sångaren Ivan Giannini och keyboardisten Alessio Lucatti. Ray Alder (Fates Warning) och Alessandro Conti (Twilight Force) gästsjunger.
Musikvideor till "The Broken Past" och "Preys" spelades in.

## Låtlista
1. "Chapter I: War in Heaven"  – 2:22
2. "Chapter II: The Ballet of Blood and Angels' Tears" – 5:38
3. "Chapter III: Once Invincible" – 4:32
4. "Chapter IV: Drink Our Blood" – 4:11
5. "Chapter V: When Darkness Comes" – 5:06
6. "Chapter VI: Preys" – 5:24
7. "Chapter VII: A Man on a Mission" – 2:23
8. "Chapter VIII: Go East" – 4:59
9. "Chapter IX: The Broken Past" – 4:06
10. "Chapter X: Dice and Dancers" – 5:01
11. "Chapter XI: Lost" – 4:27

Bonusspår på den japanska utgåvan
1. "Chapter XII: Dice and Dancers" (Japanese version) – 5:03

## Medverkande
Musiker
- Ivan Giannini – sång
- Olaf Thörsen – gitarr
- Federico Puleri – gitarr
- Andrea "Tower" Torricini – basgitarr
- Alessio Lucatti – keyboard
- Matt Peruzzi – trummor

Bidragande musiker
- AC Wild – sång
- Ray Alder – sång
- Alessandro Conti – sång
- Jin Jeon – körsång
- Nadja Snezhinka – körsång
- Ollie Bernstein – körsång
- Ros Crash – körsång
- Silvano Giannini – körsång
- Simone Bacchi Mottin – körsång
- Stefano Nüsperli – körsång
- Carl Frederick – berättarröst

Produktion
- Olaf Thörsen – producent
- Alessio Lucatti – producent
- Simone Mularoni – mixning, mastering
- Augusto Silva – omslagskonst